# Antonio Porta
Antonio Porta, född 1983 i Firmat, Argentina, är en argentinsk idrottare som tog OS-brons i basket 2008 i Peking. Detta var Argentinas andra medalj i herrbasket vid olympiska sommarspelen, efter guldet 2004 i Aten, där Ginóbili dock inte deltog.